# Irma Laplasse
Irma Elisa Laplasse, geborene Irma Swertvaeger (* 9. Februar 1904 in Schore; † 30. Mai 1945 in Brügge) war eine Belgierin, die nach Kriegsende im Jahr 1945 wegen Hochverrats zum Tode verurteilt wurde. Ihre Hinrichtung machte sie zu einer Symbolfigur flämischer Nationalisten.

## Biographie
Über die Kindheit von Irma Swertwaeger ist wenig bekannt. Im Alter von 20 Jahren heiratete sie Henri Laplasse, mit dem sie zwei Kinder bekam und auf einem Bauernhof in Oostduinkerke lebte.
In den frühen 1930er Jahren entwickelte Henri Laplasse Sympathie für die Ideen des Nationalsozialismus. Er wurde Mitglied des nationalistischen Vlaamsch Nationaal Verbond, 1941 zudem der Vlaamse Wacht, einer paramilitärischen Gruppe, die offen mit den deutschen Besatzern kollaborierte. Irma Laplasse interessierte sich nicht für die politischen Neigungen ihres Mannes. Ihr Sohn Frederik hingegen trat dem Algemeen Vlaams Nationaal Jeugdverbonds und der privaten Miliz Vlaamse Fabriekswacht bei, die im Auftrag der Luftwaffe Flughäfen bewachte, und ihre Tochter Angèle spielte eine führende Rolle in der lokalen Abteilung der Dietsche Meisjesscharen.
Am 7. September 1944 rückten kanadische Truppen in Diksmuide ein, und die Deutschen zogen sich zurück. Mitglieder der Widerstandsgruppe Witte Brigade begannen, Kollaborateure und deutsche Soldaten zu verhaften, darunter auch Frederik Laplasse, Irmas Sohn. Die Gefangenen wurden in der Schule von Oostduinkerke untergebracht. Tags darauf ging Irma Laplasse zum deutschen Kommandanten in Groenendijk und bat diesen aus Angst um ihren Sohn eindringlich, die Gefangenen zu befreien. Ein bewaffnetes Kommando der Deutschen griff die Schule an, und es kam zu einem Feuergefecht. Drei Mitglieder des Widerstands wurden während der Schießerei getötet, vier weitere von den Deutschen unmittelbar nach ihrer Gefangennahme hingerichtet.
Kurz darauf wurde Irma Laplasse von den belgischen Behörden wegen Hochverrats verhaftet, da sie für den Tod von sieben Widerstandskämpfern verantwortlich sei. Während des Prozesses vor dem Militärgericht in Gent vertrat der Staatsanwalt Jean Vossen eine harte Linie und forderte die Todesstrafe für sie. Am 21. Dezember 1944 wurde Irma Laplasse des Verrats und der Denunziation für schuldig befunden und zum Tode verurteilt. Nachdem ihre Berufung und ihr Gnadengesuch abgelehnt worden waren, wurde sie am 30. Mai 1945 im Gefängnis von Brügge hingerichtet. Sie war eine von vier Frauen, die nach Kriegsende in Belgien hingerichtet wurden.
Der Sohn von Irma Laplasse, Frederik, starb 2013 im Alter von 88 Jahren in Oostduinkerke.

## Revision und neues Urteil
In flämischen nationalistischen und rechtsextremen Kreisen wird Irma Laplasse als Symbol einer ungerechten Rechtsprechung gesehen, die in der Nachkriegszeit zur Repression von flämischen Kollaborateuren eingesetzt worden sei. 1947 wurde ihr Gefängnistagebuch veröffentlicht. Im Jahr 1970 wurde dieses Tagebuch mit einer Einführung des flämischen Jesuiten und Historikers Karel Van Isacker neu aufgelegt, der in Zweifel zog, dass der Prozess gegen Irma Laplasse ordnungsgemäß geführt worden sei. 1994 entschied Justizminister Melchior Wathelet, die Möglichkeit einer Revision zu prüfen.
Am 30. Mai 1995, auf den Tag 50 Jahre nach der Hinrichtung von Irma Laplasse, hob der Kassationsgerichtshof in Brüssel  das Urteil des Kriegsgerichtes von Brügge auf. Am 7. Dezember 1995 begann der Revisionsprozess und das neue Urteil am 14. Februar 1996 verkündet. Danach wurde sie erneut für schuldig befunden. In der Begründung hieß es unter anderem, dass sie wissentlich in Kauf genommen habe, mit ihren Angaben Widerstandskämpfer in Gefahr zu bringen. Sie wurde posthum zu einer lebenslangen Haftstrafe verurteilt und ihrer Bürgerrechte für verlustig erklärt. Eine weitere Berufung vor dem Kassationsgerichtshof endete am 16. Dezember 1997 mit einer Ablehnung.
Der belgische Journalist Jean-Marie Pylyser schrieb drei Bücher zum Thema Irma Laplasse und kam zu dem Schluss, dass sie auf Druck ihres Mannes die Deutschen alarmiert habe. Dieser sei aber weder befragt noch belangt worden.